# باول دورهام
باول دورهام (بالإنجليزية: Paul Durham)‏ هو مغن مؤلف ومغني ومنتج أسطوانات أمريكي، ولد في 9 سبتمبر 1968.

## وصلات خارجية
- الموقع الرسمي